# 피에르 테브나즈
피에르 테브나즈(Pierre Thévenaz, 1913년 ~ 1955년)는 스위스의 프랑스 철학자다. 원래는 고전학과 철학을 같이 공부하였고, 1938년에 박사학위를 취득했다. 
뇌샤텔대학의 철학교수로 재직했으며, 이 시기에 칸트적 비판 철학을 넘어서 인간의 반성 능력을 새롭게 따져 묻는 작업을 수행한 것으로 알려져 있다. 이후 로잔대학(Université de lausanne)의 철학교수로 재직하며 반성철학과 현상학, 프랑스 철학, 폴 리쾨르(Paul Ricoeur) 등을 폭넓게 연구하며, 20세기 길이 남을 만한 철학자로 세간의 주목을 받기에 이른다. 저서로는 《앙리 베르그손》(Henri bergson, 1943), 《철학적 이성의 조건》(La condition de la raison philosophique, 1960) 등이 있다.